# Isfriedscher Teilungsvertrag

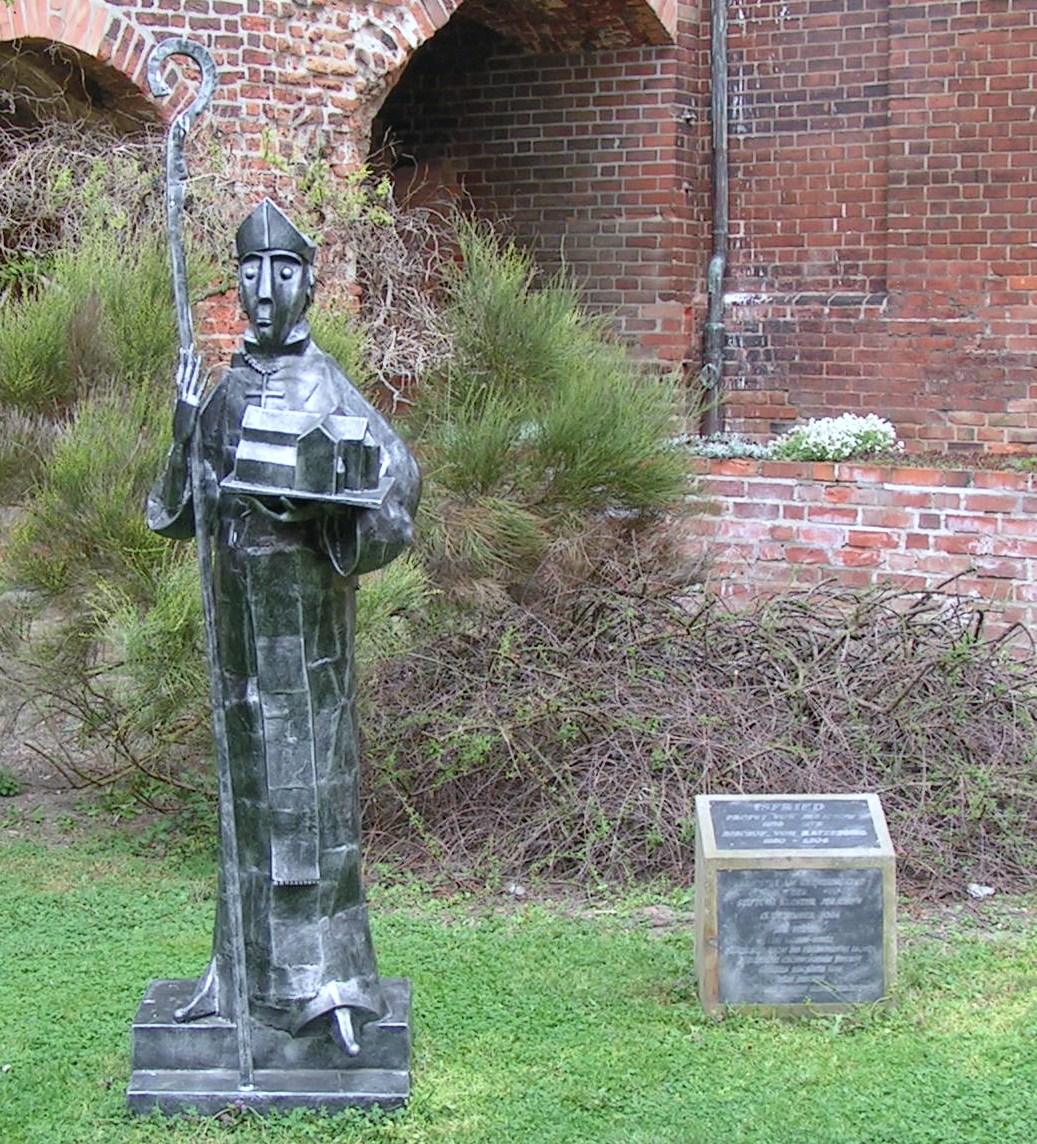
Moderne Plastik von Isfried von Ratzeburg im Kloster Jerichow

Der Isfriedsche Teilungsvertrag ist eine Urkunde aus dem Jahre 1194, in der sich Isfried, Bischof von Ratzeburg, und das Ratzeburger Domkapitel über die Aufteilung der Ratzeburger Stiftsgüter einigen. Der Vertrag gibt die erste genaue Nachricht über den Stand des hochmittelalterlichen Landesausbaus im Bistum Ratzeburg, dessen Gebiet im Wesentlichen den Kreis Herzogtum Lauenburg sowie Westmecklenburg umfasste. Die regionale Popularität der Urkunde ist auf die erstmalige urkundliche Erwähnung der darin angeführten Dörfer zurückzuführen. Die Urkunde befindet sich heute im Landeshauptarchiv Schwerin (LHAS 1.5-2/1 Bistum Ratzeburg, Strelitzer Bestand, Nr. 10). Der Erhaltungszustand ist infolge Schimmelpilzbefalls schlecht. Eine Restaurierung ist nicht abzusehen. Die maßgebliche Veröffentlichung erfolgte in MUB I, 154 (Mecklenburgisches Urkundenbuch).

## Entstehungsgeschichte
Nach der Erneuerung des von den Slawen im 11. Jahrhundert vernichteten Bistums Ratzeburg durch Heinrich den Löwen im Jahre 1154 bestimmte dieser, dass dem Domkapitel in den Ländern Ratzeburg, Wittenburg, Gadebusch und Boitin ein Teil der bischöflichen Einnahmen zustehen solle. Die darüber erstellte Urkunde aus dem Jahre 1167 ist zwar eine Fälschung, doch die Bestimmung selbst gilt als echt, nur scheint die ursprüngliche Urkunde verloren. Der Vollzug dieser Anordnung ist jedenfalls unter Isfrieds Vorgänger Evermod und während der durch einen Investiturstreit verursachten Sedisvakanz unterblieben. Stattdessen vereinnahmte der Bischof den Zehnten und teilte dem Domkapitel das zum Lebensunterhalt Notwendige zu. Heinrich der Löwe hatte nun 1180 Isfried als Bischof eingesetzt, sehr zum Missfallen des dem Convent des Kapitels vorstehenden Propstes Otto, der sich selbst Hoffnungen auf das Amt gemacht hatte. Die sich hieraus entwickelnden Streitigkeiten spiegeln sich in der Einleitung des Teilungsvertrages wider, wenn Isfried darin erklärt, dass „unsere Brüder und Domherren der Ratzeburger Kirche uns häufiger bedrängten.“ In der Folge einigten sich der Bischof und das Domkapitel zur Beendigung des Streites und zum Vollzug der Bestimmung auf vereidigte Schiedsrichter, die entscheiden sollten, in welchen Dörfern des Bistums der Zehnt zukünftig an das Kapitel fallen solle. Diese Schiedsrichter sind in der Urkunde namentlich erwähnt: Bernardus de Mulsan, Otto Albus, Willehelmus de Zagerahn, Woldemarus, Wernerus de Marsowe, Fredericus de Hachenowe, Heinricus de Butzowe, Vogt Fredericus und Eilbertus von Dargun. Der Schiedsspruch selbst hingegen ist nicht überliefert, aber der Isfriedsche Teilungsvertrag beruft sich ausdrücklich auf die Entscheidung der Schiedsrichter.

## Inhalt
Der Urkunde ist zu entnehmen, dass die Güter und Rechte des Kapitels von den Schiedsrichtern im Einzelnen festgestellt worden sind und der Bischof und das Kapitel diese Feststellung für sich als vertraglich bindend anerkennen. Die dem Kapitel zugeteilten Güter, nämlich die Hufen (das Land), den Zins (die Pachtzahlungen) und den Zehnten soll es für immer behalten dürfen, auch einen zukünftigen Zuwachs in den Dörfern. Wer das Kapitel in seinem Besitz stört, ist verflucht und soll der ewigen Verdammnis anheimfallen. Umgekehrt verzichtet das Kapitel auf jeden Anspruch gegen den Bischof, sollten sich dessen Einnahmen zukünftig vermehren. Im Einzelnen soll das Kapitel die Güter, vornehmlich den Zehnten, folgender Dörfer erhalten:
| Land Ratzeburg          |                    |                                |
| Kirchspiel St. Georg    |                    |                                |
| 1                       | Rodemozle          | Römnitz                        |
| 2                       | Cithene            | Ziethen                        |
| 3                       | Monte              | Neuvorwerk                     |
| 4                       | Giselbreghtestorpe | Giesensdorf                    |
| 5                       | Belendorp          | Behlendorf                     |
| 6                       | Minus Mankre       | Klein Anker (eingegangen)      |
| 7                       | Minus Belendorp    | Klein Behlendorf (eingegangen) |
| 8                       | Unam domum         | Einhaus                        |
| 9                       | Crumesce           | Krummesse                      |
| 10                      | Novam Villam       | Niendorf                       |
| 11                      | Climpowe           | Klempau                        |
| 12                      | Pukentorpe         | Pukendorf (eingegangen)        |
| 13                      | Cronesvorde        | Kronsforde                     |
| Kirchspiel Schlagsdorf  |                    |                                |
| 14                      | Mechowe            | Mechow                         |
| 15                      | Slaubrize          | Schlagbrügge                   |
| Kirchspiel Mustin       |                    |                                |
| 16                      | Dechowe            | Dechow                         |
| 17                      | Thurowe            | Groß Thurow                    |
| Kirchspiel Seedorf      |                    |                                |
| 18                      | Nigentorp          | Niendorf                       |
| 19                      | Brisan             | Bresahn                        |
| 20                      | Scachere           | Groß Zecher                    |
| Kirchspiel Sterley      |                    |                                |
| 21                      | Kerseme            | Kehrsen                        |
| 22                      | Clotesvelde        | Klotesfelde (eingegangen)      |
| Kirchspiel Gudow        |                    |                                |
| 23                      | Zageran            | Segrahn (eingegangen)          |
| 24                      | Lesten             | Langenlehsten                  |
| 25                      | Bandowe            | Bannau (eingegangen)           |
| 26                      | Grambeke           | Grambek                        |
| 27                      | Scarnekowe         | Sarnekow                       |
| 28                      | Guthin             | Göttin                         |
| Kirchspiel Breitenfelde |                    |                                |
| 29                      | Wolterstorp        | Woltersdorf                    |
| 30                      | Nigentorp          | Niendorf                       |
| 31                      | Belowe             | Bälau                          |
| 32                      | Antiquum Mulne     | Alt Mölln                      |
| 33                      | Pinnowe            | Pinnau (eingegangen)           |
| Kirchspiel Nusse        |                    |                                |
| 34                      | Walegotesvelde     | Walksfelde                     |
| Land Wittenburg         |                    |                                |
| Kirchspiel Zarrentin    |                    |                                |
| 35                      | Culsin             | Kölzin                         |
| 36                      | Vilun              | Valluhn                        |
| 37                      | Scalisce           | Schaliß                        |
| Kirchspiel Neuenkirchen |                    |                                |
| 38                      | Milentheche        | Neuhof                         |
| 39                      | Bosowe             | Boissow                        |
| Kirchspiel Döbbersen    |                    |                                |
| 40                      | Rochut             | Raguth                         |
| 41                      | Bentin             | Bentin                         |
| Kirchspiel Hagenow      |                    |                                |
| 42                      | Merchrade          | Merkrade (eingegangen)         |
| 43                      | Todin              | Toddin                         |
| 44                      | Puthechowe         | Pätow                          |
| Kirchspiel Vellahn      |                    |                                |
| 45                      | Vilen              | Vellahn                        |
| 46                      | Bansin             | Banzin                         |
| 47                      | Domerace           | Dammereez                      |
| 48                      | Bralistorp         | Brahlstorf                     |
| 49                      | Panitz             | Pentz (eingegangen)            |
| 50                      | Bolbruche          | Bollbrügge (eingegangen)       |
| Kirchspiel Körchow      |                    |                                |
| 51                      | Zure               | Zühr                           |
| 52                      | Predole            | Perdöhl                        |
| Kirchspiel Camin        |                    |                                |
| 53                      | Camin              | Camin                          |
| Kirchspiel Parum        |                    |                                |
| 54                      | Pogresse           | Pogreß                         |
| Land Gadebusch          |                    |                                |
| 55                      | Zvemin             | Zwemin (eingegangen)           |
| 56                      | Radegast           | Radegast                       |
| 57                      | Ganzowe            | Ganzow                         |
| 58                      | Malin              | Möllin                         |
| 59                      | Rotgentorp         | Roggendorf                     |
| Land Schwerin           |                    |                                |
| Kirchspiel Eichsen      |                    |                                |
| 60                      | Sconevelde         | Schönfeld                      |
| 61                      | Wendelerstorp      | Wendelstorf                    |
| 62                      | Godin              | Goddin                         |
| Land Boitin             |                    |                                |
| 63                      | Lenzekowe          | Lenschow (eingegangen)         |
| 64                      | Polengowe          | Palingen                       |
| 65                      | Warsowe            | Wahrsow                        |
| 66                      | Luderstorp         | Lüdersdorf                     |
| 67                      | Lewen              | Lauen                          |
| 68                      | Thescowe           | Teschow                        |
| 69                      | Locwisc            | Lockwisch                      |
| 70                      | Rubenestorp        | Rupensdorf                     |
| 71                      | Malsowe            | Malzow                         |
| 72                      | Petersberge        | Petersberg                     |
| 73                      | Nigentorp          | Niendorf                       |
| 74                      | Bistenowe          | Ollndorf                       |

## Rezeption
Der Isfriedsche Teilungsvertrag aus dem Jahre 1194 ist das erste verlässliche Verzeichnis der im Bistum Ratzeburg entstandenen Kirchen. Da der Landesausbau in diesem Gebiet mit dem Aufbau der kirchlichen Organisation einherging, lässt sich aus der Urkunde dessen Stand ableiten: Die Kirchenorganisation im Land Ratzeburg ist nach dem Vergleich mit dem Ratzeburger Zehntregister beinahe abgeschlossen, der Schwerpunkt des Landesausbaus und der Verzehntung haben sich bereits nach Osten in die Länder Wittenburg und Gadebusch verlagert. Keine Auskunft gibt die Urkunde sinnigerweise über die Anzahl der im Bistum tatsächlich vorhandenen Dörfer, sind in ihr doch nach ihrem Zweck nur diejenigen Siedlungen benannt, die erstens bereits verzehntet waren und zweitens zwischen Isfried und dem Domkapitel aufgeteilt werden. Im Jahre 1194 noch dem wendischen Recht unterliegende Dörfer sind nicht verzehntet und fehlen in Gänze, und was nach dem Schiedsspruch nicht der Teilung unterlag, ist in der Urkunde nicht erwähnt. Keineswegs zulässig ist also die Annahme, die im Ratzeburger Zehntregister genannten Dörfer seien erst nach der Abfassung des Isfriedschen Teilungsvertrages entstanden, oder gar die dort erst aufgeführten seien 1194 noch ausschließlich wendisch besiedelt und umgekehrt. Erlaubt hingegen ist der von der Warte des Ratzeburger Zehntregisters vergleichend zurückgeworfene Blick insoweit, als er der vervollständigten Erkenntnis des Landesausbaus im Jahre 1230 gilt: Was im Ratzeburger Zehntenregister fehlt – das Land Boitin – ist in der Zwischenzeit nicht eingegangen. Nur beide Urkunden zusammen gewähren einen einigermaßen vollständigen Eindruck vom hochmittelalterlichen Landesausbau im Bistum Ratzeburg um das Jahr 1230.